# Ведерников переулок
Веде́рников переу́лок — улица в центре Москвы в Таганском районе между улицей Талалихина и Малой Калитниковской улицей.

## Происхождение названия
Назван в 1925 году в память об Алексее Степановиче Ведерникове (Сибиряке) (1880—1919), организаторе боевых дружин Бутырского района, участнике боев на Пресне в 1905 году (за что был сослан на каторгу); участник Октябрьской революции в Москве. Прежнее название — Никольский проезд (по церкви), в 1922—1925 годах — Макаров проезд (по фамилии домовладельца).

## Описание
Ведерников переулок начинается от улицы Талалихина, проходит на восток параллельно Сибирскому проезду и заканчивается на Малой Калитниковской.

## Здания и сооружения
По нечётной стороне:
- № 9 — ОМВД России по Таганскому р-ну г. Москвы;

По чётной стороне: